# Vlastimil Kolda
Vlastimil Kolda (*18. července 1959 České Budějovice) je český archivář a regionální historik.

## Život
PhDr. Vlastimil Kolda se narodil v Českých Budějovicích 18. července 1959. Po maturitě vystudoval v letech 1978 – 1982 na Filozofické fakultě v Brně obor archivnictví. Titul PhDr. získal tamtéž v roce 1985. První zkušenosti se zpracováním rozsáhlých archivních souborů získal ve Státním oblastním archivu v Třeboni, odkud přešel do Českých Budějovic na pozici ředitele Okresního archivu, později Státního okresního archivu. V této funkci inicioval a realizoval stavbu moderní účelové archivní budovy na Rudolfovské třídě v Českých Budějovicích. V letech 2008 až 2015 působil ve funkci zástupce ředitele Státního oblastního archivu v Třeboni, odkud se vrátil do Českých Budějovic na pracoviště téhož archivu do funkce odborného archiváře oddělení správy fondů a sbírek. Během své odborné práce uspořádal a inventarizoval archivní fondy různých typů, ať to byly fondy institucí státní správy, samosprávy, farních úřadů, soudů či osobní fondy. Své odborné zkušenosti vložil i do metodické práce a posuzování nových pomůcek vznikajících v rámci organizace práce a metodiky jihočeského archivnictví. Publikační aktivity zaměřil na epigrafické památky, ediční práci, dějiny knihařství, dějiny hodinářského řemesla, na vydávání narativních pramenů z první světové války. Působil jako externí pedagog v Ústavu archivnictví a pomocných věd historických na Jihočeské univerzitě. Pod jeho vedením a díky jeho iniciativě probíhaly v letech 2004 až 2017 mezinárodní knihvazačské soutěžní přehlídky, vždy doplněné katalogem vystavených knižních vazeb.

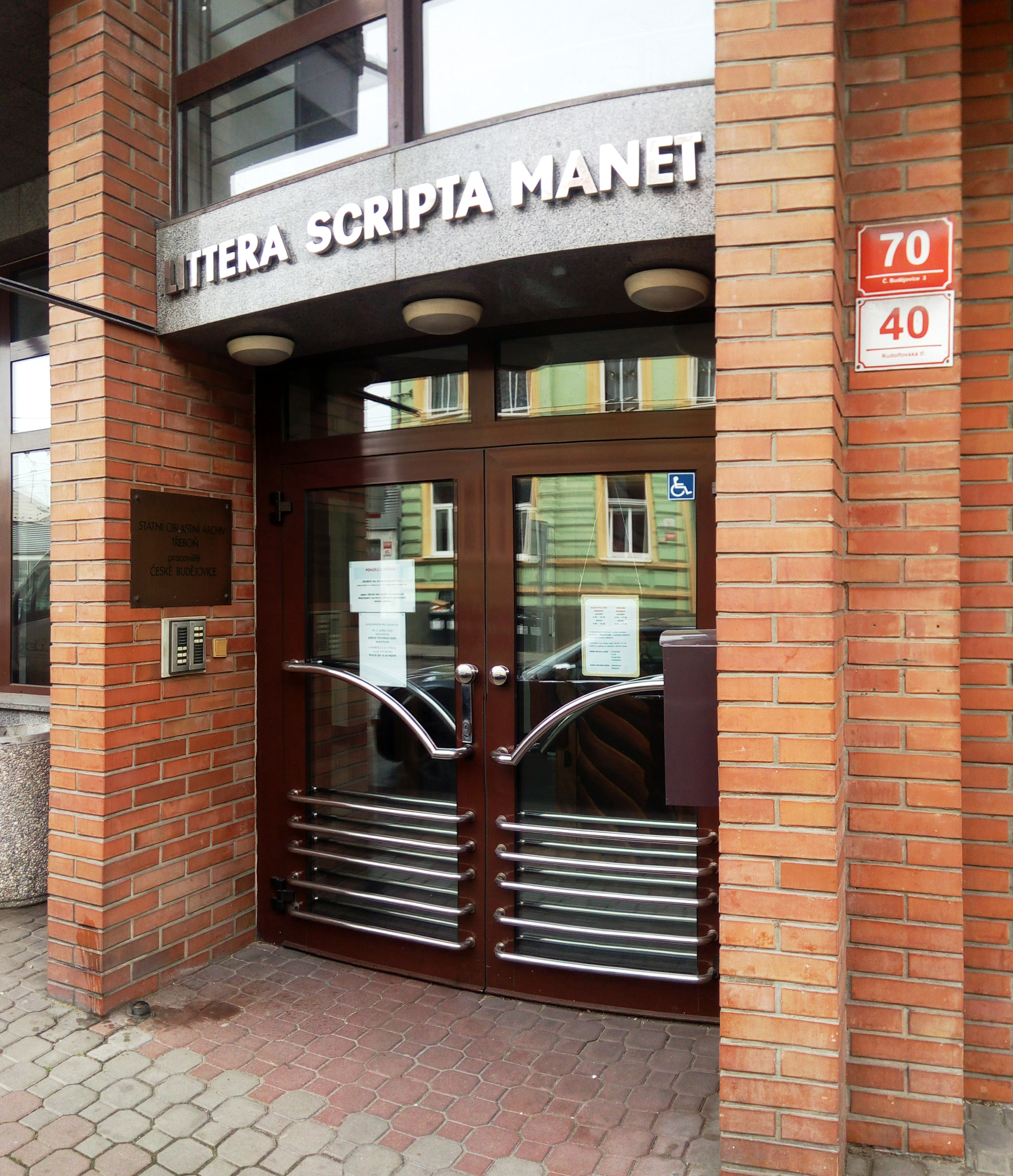
Vchod do budovy archivu v Českých Budějovicích

Je dlouholetým členem redakční rady Jihočeského sborníku historického, členem komisí pro hodnocení odborných prací studentů. Je vyhledávaným spolupracovníkem regionálních paměťových institucí při práci na různých projektech.

### Ocenění
- 2019 – Medaile Za zásluhy o české archivnictví

## Dílo
Je autorem řady článků v Encyklopedii Českých Budějovic a v regionálním tisku.

### Knihy - autor nebo spoluautor
- Státní okresní archiv České Budějovice =: Archivum Budvicense. České Budějovice: Okresní úřad, 1996.

- Bošilecko: Bošilec, Dynín, Lhota, Ponědrážka. 1. vyd. České Budějovice: Okresní úřad, 1998. 70 s. ISBN 80-238-3102-X
- České Budějovice očima našich předků, aneb, Se starými fotografiemi kolem Bludného kamene. Jelmo: Jelmo, 1998. 103 s.
- SEDLÁČEK, August a KOLDA, Vlastimil, ed. Profesora Augusta Sedláčka listy důvěrné: (milostná korespondence slavného historika s Karolinou Rajskou původem z kolodějského mlýna). Mladá Vožice: Městský úřad, 1998. 46 s., [18] s. ISBN 80-7040-288-1
- KOLDA, Vlastimil. Holašovice: Bauernbarock. Překlad Miroslava CTIBOROVÁ. 1. Ausg. Jankov: Gemeindeamt Jankov unter Zusammenarbeit mit dem Landratsamt České Budějovice, 1999. 95 s. ISBN 80-238-4077-0
- Holašovice - selské baroko. 1. vyd. Jankov: Obecní úřad, 1999. 95 s.
- České Budějovice očima našich předků, aneb, Se starými fotografiemi kolem Bludného kamene. Vyd. 2., V nakl. Bohumír Němec 1. České Budějovice: Veduta, 2003. 103 s.
- Vznik a počátky královského města Českých Budějovic. České Budějovice: Veduta 2003. 63 s. ISBN 80-903040-9-5
- Jídlo jako krásné umění: katalog uměleckých knižních vazeb. České Budějovice: Jihočeská vědecká knihovna, 2007. [8 s.].
- Manu propria scriptum: vlastní rukou napsané: katalog výstavy konané ve dnech 30. května až 22. června 2007 ve Státním okresním archivu České Budějovice. V Třeboni: Státní oblastní archiv, 2007. 44 s.
- Lišov v letech první světové války: (válečná kronika Jana Pince z let 1914-1918). Lišov: Město Lišov, 2008. 78 s. ISBN 978-80-254-6336-9
- Doteky minulosti: výběr z historických dokumentů k dějinám města České Budějovice. V Českých Budějovicích : Jihočeské muzeum : Statutární město České Budějovice ve spolupráci se Státním oblastním archivem v Třeboni, 2010. ISBN 978-80-87311-10-3
- Lišov - první písemné zmínky. In: Lišov: Město Lišov ve spolupráci se Státním oblastním archivem v Třeboni, 2010
- KOLDA, Vlastimil. RAMEŠ, Václav. Poklady minulosti - Jihočeské archivy: littera scripta manet. Vyd. 1. [Třeboň]: Státní oblastní archiv v Třeboni, 2011. 133 s. ISBN 978-80-904938-3-4
- Tato kniha jest koupena z Budějc od knihaře: knihaři a knihařství v Českých Budějovicích od 14. století po současnost. České Budějovice: Historicko-vlastivědný spolek v Českých Budějovicích pro Státní okresní archiv České Budějovice, 2011. 95 s.ISBN 978-80-260-3194-9
- Doteky minulosti II.:výběr z historických dokumentů k dějinám města České Budějovice. V Českých Budějovicích: Jihočeské muzeum : Statutární město České Budějovice ve spolupráci se Státním oblastním archivem v Třeboni, 2011.
- Doteky minulosti III: výběr z historických dokumentů k dějinám města České Budějovice. V Českých Budějovicích: Jihočeské muzeum : Statutární město České Budějovice ve spolupráci se Státním oblastním archivem v Třeboni, 2012 .
- Josef Hlouch: devátý biskup českobudějovický v obrazech a dokumentech. Vyd. 1. V Třeboni: Státní oblastní archiv, 2012. 111 s. ISBN 978-80-904938-4-1
- Doteky minulosti IV.: výběr z historických dokumentů k dějinám města České Budějovice. V Českých Budějovicích: Jihočeské muzeum: Statutární město České Budějovice ve spolupráci se Státním oblastním archivem v Třeboni, [2014]
- Hodináři a hodiny v Českých Budějovicích na konci 14. a na počátku 15. století. In: Archivum Trebonense. 2014, 13, s. 197-207.
- BLUMENTRITT, Friedrich. Obrázky ze starých Budějovic. České Budějovice: Jihočeské muzeum v Českých Budějovicích ve spolupráci se Státním oblastním archivem v Třeboni, 2015. 103 stran. ISBN 978-80-8731156-1
- 100 let: vznik Československé republiky v dokumentech jihočeských archivů. Vydání první. V Třeboni: Státní oblastní archiv, 2018. 100 stran. ISBN 978-80-906860-3-8
- MATIÁŠEK, František a KOLDA, Vlastimil, ed. Očima prostého legionáře: z historie 7. roty 1. střeleckého pluku M.J. Husi od roku 1917 do roku 1920. Vydání první. V Třeboni: Státní oblastní archiv ve spolupráci s Muzeem Vysočiny Pelhřimov, příspěvkovou organizací a Moravským zemským archivem v Brně - Státním okresním archivem Pelhřimov, 2018. 229 stran. ISBN 978-80-906860-2-1
- KOLDA, Vlastimil. STEJSKALOVÁ, Helena. RULÍŠEK, Hynek. Jan Rafael Schuster: 1888-1981. Ilustrace Jan Rafael SCHUSTER. V Českých Budějovicích: Jihočeské muzeum, 2019. 71 stran.
- SCHUSTER, Jan Rafael a KOLDA, Vlastimil, ed. Jan Rafael Schuster ve světové válce, aneb, Dopisy a kresby budějovického malíře z let 1915-1918. České Budějovice: Jihočeské muzeum v Českých Budějovicích, 2020. 342 stran. ISBN 978-80-7646-006-5